# Camp volant
Dans la stratégie militaire, un camp volant, ou camp-volant, était un petit, mais fort, corps d'armée de cavalerie et/ou d'infanterie, qui bivouaquait à des endroits indéterminés et selon les événements.

## Historique
Ce corps d'armée, dont la taille pouvait être variable, était généralement commandé par un lieutenant général et était toujours en mouvement. Cela permettait à la fois de maintenir le calme, aider les garnisons en difficulté, et garder l'adversaire continuellement en alarme, en l'observant, en permettant d'envoyer sur le champ et sur un point des troupes, pour faire des incursions sur son territoire ou afin de rétablir l'ordre.

Dans l'histoire de France, les camps volants furent utilisés principalement durant la Révolution française et le Premier Empire.

Parmi les camps volants on peut citer (liste non exhaustive) :
En France
- Camp volant de Bretagne[2]
- Camp volant de Flandre
- Camp volant de Napoléonville également appelé Camp volant de Pontivy
- Camp volant de Rennes
- Camp volant de la Vendée

En dehors de la France
- Camp volant de Québec
- Camp volant d'Alexandrie